# Prima battaglia di Algeciras
La prima battaglia della baia di Algeciras fu una battaglia navale combattuta il 6 luglio del 1801 (17 messidor an IX del Calendario Francese Repubblicano) tra uno squadrone della Royal Navy e un più piccolo squadrone della Marina Francese, all'ancora nel porto spagnolo di Algeciras, nei pressi di Gibilterra. Gli inglesi erano più numerosi dei loro avversari, ma la postazione francese era protetta dalle batterie di cannoni spagnole e da un complesso sistema di secche che ostacolava l'accesso alla baia di Algeciras. Lo squadrone francese, al comando del Contrammiraglio Charles Linois aveva fatto tappa ad Algeciras sulla sua rotta verso l'importante base navale spagnola di Cadice, con il progetto di costituire un contingente navale franco-spagnolo da opporre al Regno Unito ed ai suoi alleati nel contesto delle Guerre rivoluzionarie francesi. Gli Inglesi, al comando del Retroammiraglio Sir James Saumarez, avevano l'obiettivo di eliminare lo squadrone francese prima che questo raggiungesse Cadice ed arrivasse a costituire una forza tale da travolgerlo e lanciare un attacco contro le forze inglesi stanziate nel Mar Mediterraneo.
Salpato direttamente dal blocco navale costituito al largo di Cadice, lo squadrone di Saumarez consisteva di sei vascelli, numero doppio rispetto a quello sotto il comando di Linois. La mattina del 6 luglio, avvistato il contingente francese all'ancora ad Algeciras, Saumarez lanciò un attacco immediato al porto attraverso il complesso sistema di secche della baia di Algeciras. Benché l'attacco iniziale causasse danni consistenti alle navi francesi, la combinazione di venti leggeri e acque basse fece arenare la Hannibal in un punto pesantemente soggetto al fuoco nemico, mentre, nel frattempo, i vascelli francesi venivano portati a terra per prevenirne la cattura. Viste frustrate le proprie intenzioni, Saumarez ordinò allo squadrone di ritirarsi: cinque delle sue navi si portarono con fatica all'esterno della baia, mentre la Hannibal rimaneva immobilizzata sotto il fuoco nemico. Su quest'ultima, ormai isolato ed impossibilitato a manovrare, il Capitano Solomon Ferris resistette per un'ulteriore mezz'ora prima di arrendersi. 
Entrambi i fronti soffrirono importanti danni e perdite, ma, allo stesso tempo, furono coscienti che la battaglia avrebbe inevitabilmente avuto un seguito. Ne conseguì una frenetica attività da parte dei due schieramenti nei loro porti di Gibilterra, Algeciras e Cadice: mentre gli squadroni inglesi e francesi erano impegnati in rapide riparazioni, la flotta franco-spagnola di stanza a Cadice si preparava per una missione di soccorso, inviando un imponente squadrone che raggiunse Algeciras il 12 luglio. Quella stessa notte, lo squadrone proveniente da Cadice, riunitosi a quelli di Linois, fu attaccato nuovamente da Saumarez nel corso della seconda battaglia di Algeciras. Le navi inglesi, più veloci e manovrabili, inflissero pesanti perdite alla retroguardia spagnola, non riuscendo nuovamente, tuttavia, a distruggere lo squadrone francese.

## Antefatto
Il primo Agosto del 1798 la flotta francese nel Mediterraneo era stata quasi completamente annientata durante la Battaglia del Nilo, nella baia di Abukir, in Egitto. Quel che ne conseguì fu il predominio navale della Royal Navy in tutta l'area mediterranea, che si concretizzò con l'imposizione di blocchi navali nei principali porti spagnoli e francesi della regione, incluse le importanti basi navali di Tolone e Cadice. Nel 1801 l'Impero Britannico stava studiando un'operazione su larga scala per riconquistare l'Egitto dai Francesi, e il Primo Console Napoleone Bonaparte pianificava di ricostituire la propria Flotta del Mediterraneo per rinforzare i propri presidi prima dell'invasione inglese. A questo fine, all'inizio del 1801 uno squadrone francese fu distaccato dai porti atlantici verso l'Egitto, e si raggiunse un accordo con la Marina Spagnola per rafforzarlo con sei vascelli dal distaccamento di Cadice. Lo squadrone non riuscì mai a raggiungere l'Egitto: la pressione inglese lo costrinse a deviare verso Tolone, dove fu successivamente diviso. I vascelli nelle migliori condizioni per affrontare il mare tentarono di raggiungere l'Egitto per due volte nel corso dell'anno, ma solo la corvetta Heliopolis riuscì, dopo alterne vicende, a raggiungere l'armata d'Egitto.
Nel Giugno del 1801, uno squadrone di tre dei vascelli distaccati dalla spedizione principale verso l'Egitto lasciarono Tolone per Cadice sotto il comando del Contrammiraglio Charles Linois. Gli ordini dello squadrone erano di riunire le forze di Linois con la flotta franco-spagnola di Cadice e prendere possesso dei vascelli promessi. Da lì, la flotta riunita, rafforzata da 1 500 soldati francesi al comando del Generale Pierre Devaux, avrebbe potuto condurre importanti operazioni contro le forze degli Inglesi e dei loro alleati: furono ipotizzati attacchi sull'Egitto e su Lisbona, anche se nessun piano strutturato vide mai la luce. L'assenza di un solido blocco navale consentì a Linois di lasciare Tolone indisturbato, traversando al largo di Gibilterra il 3 luglio. Lì, Linois fu informato dal Capitano Lord Cochrane, catturato assieme al suo brigantino HMS Speedy il 4 luglio, che un formidabile squadrone di 7 vascelli inglesi era dispiegato al largo di Cadice al comando del retroammiraglio Sir James Saumarez. Dopo aver udito queste notizie, Linois rimandò i piani di raggiungere la base navale e pose l'ancora ad Algeciras, un porto ben fortificato all'interno dell'omonima baia, separato solo da uno stretto braccio di mare dal promontorio di Gibilterra.
A Gibilterra, l'unica nave in porto era il piccolo sloop-of-war HMS Calpe, al comando del Capitano George Dundas che, all'avvistamento dello squadrone, avvertì immediatamente Saumarez al largo di Cadice. Il messaggio arrivò il 5 luglio, consegnato dal Tenente Richard Janvrin su una piccola barca. L'ammiraglio, un veterano della battaglia del Nilo, raggruppò immediatamente le proprie navi e iniziò a veleggiare verso est per indagare. Aveva con sé solo sei vascelli dei sette iniziali, in quanto uno di essi, la HMS Superb, al comando del capitano Richard Goodwin Keats, era stata distaccata alla foce del Guadalquivir con il brigantino HMS Pasley. Saumarez mandò la fregata HMS Thames a richiamare Keats affinché convergesse verso Algeciras, arrivando a vista delle navi dell'ammiraglio all'alba del 6 luglio. Tuttavia, ricevendo da parte di una nave mercantile americana la notizia errata che Linois era già salpato da Algeciras, Keats ritenette opportuno tornare alla propria posizione di Cadice per monitorare il porto spagnolo, trattenendo con sé la Pasley e la Thames
Alla partenza di Saumarez controvento verso Algeciras, le già solide difese del porto furono rafforzate per il prossimo scontro: Linois dispose le proprie navi su una linea di battaglia attraverso il porto, con l'ammiraglia Formidable sul limite settentrionale, seguita dalla Desaix e dalla Indomptable verso sud, separate circa 500 iarde. La fregata Muiron fu collocata su acque meno profonde a sud della 'Indomptable. La posizione francese era rafforzata dalla presenza di 11 massicce cannoniere spagnole nell'estremità settentrionale del porto, dove si affacciavano anche le fortificazioni della Bateria de San Iago e della Torre de Almirante. L'ingresso meridionale del porto era coperto da tre cannoniere e dalle batterie disposte nel forte Santa Garcia e nella Torre de la Vila Vega sulla costa, e dall'isola fortificata di Isla Verda, munita di sette cannoni pesanti, posizionata tra la Indomptable e la Muiron. Un ulteriore supporto era fornito dai forti più distanti, che potevano lanciare granate nell'ancoraggio e, in maniera fondamentale, dalla geografia stessa della baia, punteggiata da un complesso sistema di secche e scogli in grado di rendere la navigazione difficoltosa a chi non ne conoscesse i segreti.

## La battaglia

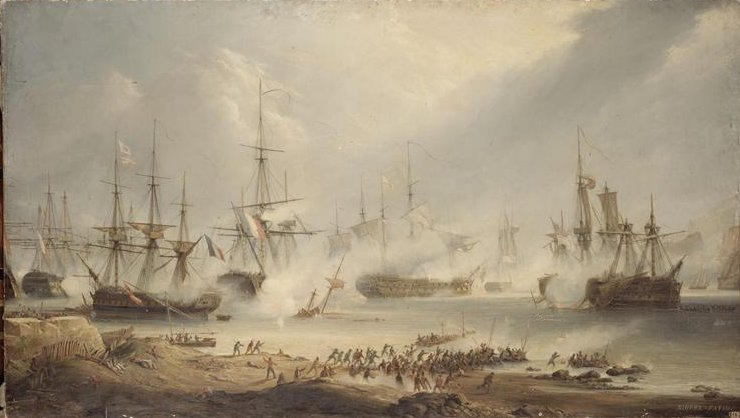
La battaglia di Algeciras, Alfred Morel-Fatio

### L'attacco di Saumarez
Rallentato nel corso del 5 luglio da pesanti venti contrari, lo squadrone di Saumarez raggiunse Algeciras solo alle ore 07:00 del 6 luglio. L'ammiraglio decise di lanciare subito l'attacco al contingente francese, dando ordine alle proprie navi di preparare le proprie scialuppe all'attacco. Migliaia di spettatori si appostarono sulla costa spagnola e gibilterrina per assistere all'imminente battaglia L'ordine di condurre l'attacco fu dato al Capitano Samuel Hood, come ufficiale con la maggiore esperienza di quelle acque, e il suo vascello fu il primo ad entrare nella baia attorno a Punta Cabrita. Una volta entrato nella baia, tuttavia, il vento cadde all'improvviso, e Hood si trovò in bonaccia. Di conseguenza, i primi colpi della battaglia furono sparati da una batteria situata su Punta Cabrita alla hms Pompee del Capitano Charles Stirling, che entrò nella baia alle 07:50, seguito da presso dalla HMS Audacious del capitano Shuldham Peard. Alla vista dello squadrone britannico, Linois ordinò alle navi di tonneggiare raggiungendo le acque più basse lungo la costa, e molti marinai e soldati a bordo furono inviati ad assistere le batterie spagnole lungo la baia. La Murion, seguita presto dalle altre navi francesi, si unì al fuoco appena la Pompee e la Audacious arrivarono a tiro.
Saumarez e il resto dello squadrone britannico erano a 3 miglia nautiche (5,6 km) dietro all'avanguardia, ma Stirling si spinse ulteriormente in avanti con l'attacco, doppiando l'Isla Verda alle 08:30, ingaggiando a turno ogni nave francese e mollando l'ancora accanto alla Formidable alle 08:45 per poi aprire il fuoco da distanza ravvicinata. La Venerable e la Audacious furono spinte da venti leggeri fuori dalla baia e riuscirono ad entrare in azione solo alle 08:50: la Venerable aprì il fuoco contro la Desaix e la Audacious contro la Indomptable. Entrambe le navi, tuttavia, contrariamente a quanto ordinato da Saumarez, furono ancorate a significativa distanza dai loro obiettivi. Lo schieramento franco-spagnolo rispose con un imponente cannoneggiamento contro le navi ancorate. Il bombardamento durò circa mezz'ora, finché la Formidable non interruppe momentaneamente il fuoco per tonneggiare ulteriormente verso l'interno della baia. All'improvviso, la Pompee incappò in una forte corrente che ruotò la nave portando la sua prua di fronte al bordo della Formidable, consentendo a quest'ultima un massiccio tiro di infilata cui la nave inglese poté rispondere solo con i pochi cannoni di prora. Un sostegno arrivò dalla Calpe del Capitano Dundas, che portò il suo piccolo natante verso la costa per affrontare le batterie spagnole all'attacco dello squadrone inglese ed arrivare anche a portare un attacco ravvicinato alla Murion. La fregata francese, tuttavia, benché a corto di uomini, si rivelò ancora sufficientemente potente da far allontanare la sua più piccola avversaria.

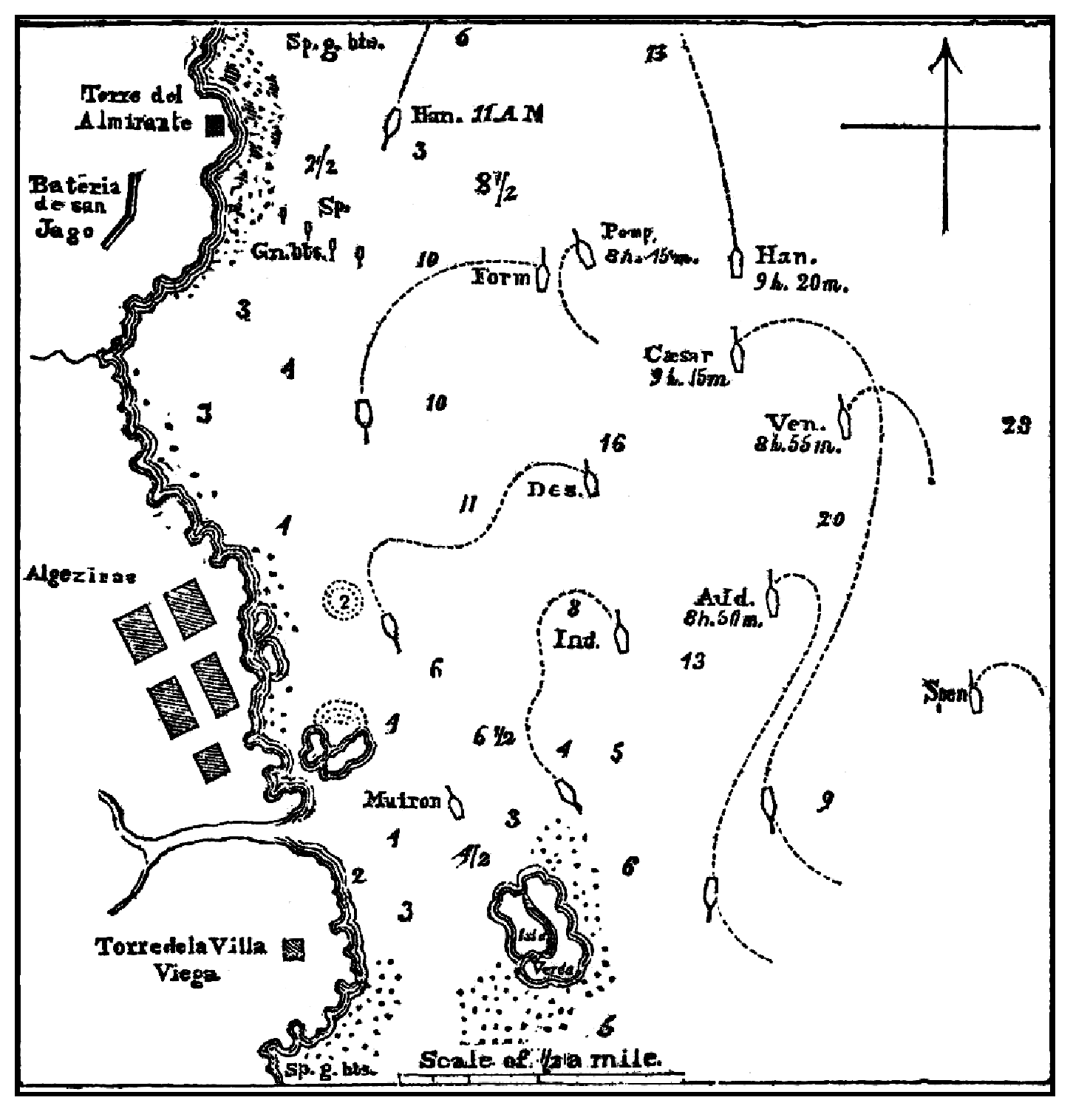
Diagramma della battaglia, da Naval History of Great Britain. Volume III. William James. Londra 1837

Alle 09:15 il resto dello squadrone inglese iniziò ad arrivare alla spicciolata, condotto dall'ammiraglia HMS Caesar, che gettò l'ancora di fronte all'Audacious, tra la costa e la Venerable, prima di aprire il fuoco sulla Desaix. Alle 09:20, la HMS Hannibal comandata dal Capitano Solomon Ferris si unì all'azione, ancorandosi davanti alla Caesar. Dopo quest'ultima manovra, solo la HMS Spencer del Capitano Darby rimaneva ancora priva di ingaggio, ancora in bonaccia a sud dell'Isla Verda e sotto l'incessante fuoco delle batterie e delle torri difensive, alcune delle quali lanciavano granate e palle di cannone incandescenti studiate per incendiare il legname delle navi. Il Capitano Jahleel Brenton della Caesar suggerì a Saumarez di negoziare con gli spagnoli consentendo loro di catturare le navi francesi in cambio del termine delle ostilità, ma Saumarez rigettò l'idea come "prematura". Alle 10:12, la Formidable iniziò a ritirarsi verso acque meno profonde per allontanarsi dall'attacco delle navi inglesi, e Saumarez ordinò al Capitano Ferris sulla Hannibal di manovrare per portare la sua nave verso la costa ed attaccare in maniera più efficace la Formidable. Nello specifico, gli fu ordinato di "andare a colpire di infilata l'ammiraglio francese". Ferris iniziò a veleggiare lentamente verso nord, utilizzando i venti leggeri per uscire dal combattimento prima di virare verso la Formidable. In un primo momento la manovra ebbe successo, ma, alle 11:00, la Hannibal si arenò passando la Torre de Almirante. Da quella posizione, Ferris era ancora in grado di dirigere parte delle proprie bordate verso la Formidable e il resto verso le difese costiere spagnole, ma la nave rimaneva particolarmente vulnerabile al tiro dalla costa.
La Hannibal era ora isolata all'estremo settentrionale delle linee inglesi, sottoposta a fuoco massiccio dalla Formidable e dalle batterie e cannoniere spagnole e impossibilitata a manovrare o contrattaccare in maniera efficace. Ferris provò ad avvertire Saumarez della precaria situazione della propria nave, ma le proprie drizze di segnalazione erano state strappate via dal fuoco nemico prima di poter richiedere assistenza. Al resto dello squadrone fu ordinato di salpare le proprie scialuppe nel tentativo di trainare la Hannibal via dalla secca, ma il tentativo fallì e la Caesar perse la propria pinaccia, affondata da una palla di cannone. Alla fine, la Hannibal fu lasciata arenata, mentre svaniva anche l'ultimo accenno di brezza marina, impedendo alle altre navi inglesi di venire in soccorso della nave. Vi era ancora, tuttavia, un leggero accenno di brezza terrestre proveniente da nordovest che inizialmente favorì il contingente francese, in minoranza numerica e pesantemente martellato dai cannoni inglesi. Linois ordinò immediatamente alle proprie navi di tagliare l'ancoraggio e usare la brezza per manovrare lentamente verso una posizione difensiva più forte a ridosso della linea costiera. La sua ammiraglia Formidable completò con successo la manovra, ma né la Indomptable né la Desaix furono in grado di riprendere controllo in tempo, e si arenarono: la Desaix direttamente di fronte ad Algeciras e la Indomptable a nordest di Isla Verda, con la prua verso il mare.
Saumarez rispose tagliando i propri ormeggi sulla Caesar e con una manovra di abbattuta superando le immobili Audacious e Venerable, e portandosi davanti alla vulnerabile prua della Indomptable, spazzando ripetutamente d'infilata i ponti della nave arenata. La Audacious seguì l'ammiraglia alle 12:00, prendendo posizione tra la Caesar e la Indomptable e aprendo anch'essa il fuoco su quest'ultima. Tuttavia, sia la Caesar che la Audacious erano ora esposte al pesante fuoco proveniente dall'Isla Verda, dove le batterie erano ora manovrate dagli equipaggi francesi che avevano evacuato le navi arenate. La Audacious era immobilizzata dalla bonaccia, con la Desaix sul lato di prua e al di fuori del raggio di azione dei suoi cannoni, e i tentativi di spostare la nave con le scialuppe per portare a tiro il natante francese si stavano dimostrando inefficaci. La Spencer e la Veritable, ricevuto l'ordine di unirsi all'attacco, erano impossibilitate a prender posizione a causa dell'assenza di vento, mentre la Venerable aveva perso parte del suo albero di mezzana cercando di far virare la propria nave. L'alberatura di quest'ultima era ormai talmente danneggiata che Hood non era più in grado di manovrare in maniera efficace tra i capricci del vento, anche se successivamente riuscì comunque a portarsi a tiro.

### La ritirata di Saumarez

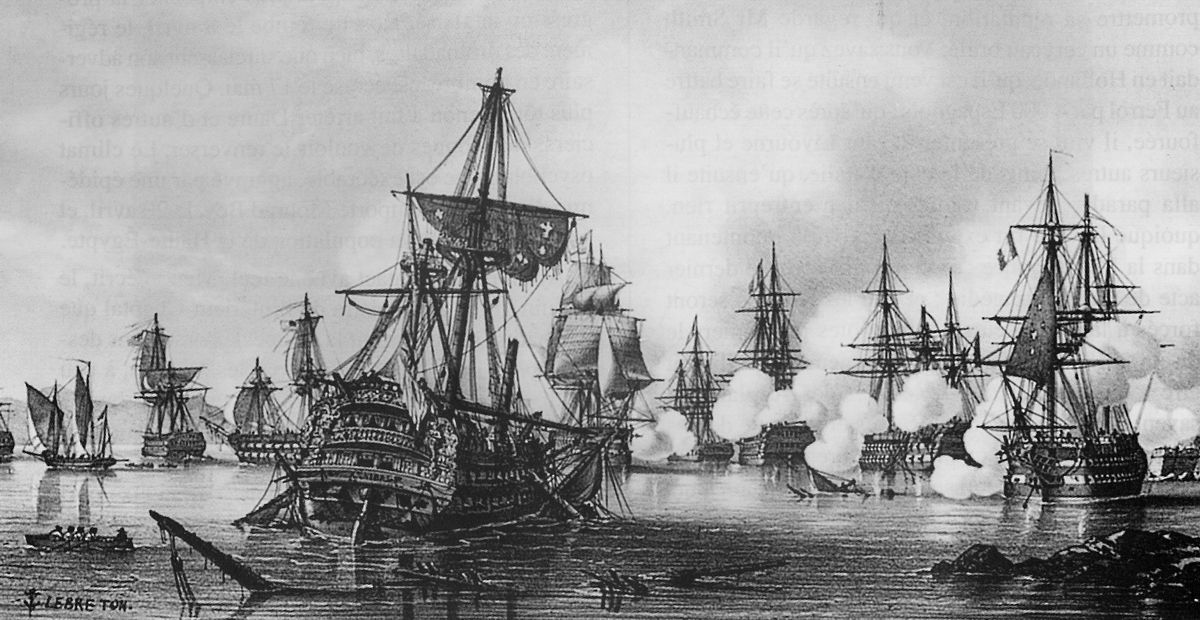
Victoire française d'Algésiras, Louis Lebreton, 1866

Sul versante settentrionale dello schieramento, la Pompee e la Hannibal erano intrappolate sotto il fuoco massiccio della Formidable e dello schierametno spagnolo di navi cannoniere e batterie costiere: entrambe le navi non erano in grado di rispondere efficacemente al fuoco nemico, visto che ormai le proprie bordate non erano più rivolte al nemico. Sulla Hannibal la situazione era ormai senza speranza: il numero delle vittime cresceva inesorabilmente, l'albero maestro e di mezzana erano stati abbattuti e la nave rimaneva fermamente incagliata. La Pompee era in una situazione leggermente migliore: il sartiame di Sterling era in pezzi, ma gli alberi tenevano e, se non altro, la nave era ancora in mare, benché inchiodata dalla bonaccia. Ad un certo punto, le bandiere sulla Pompee furono strappate via dai colpi, facendo rivendicare ai francesi la presunta resa della nave, benché queste fossero velocemente sostituite. Alle 11:30, vista l'impossibilità di contribuire alla battaglia con più di 70 vittime e il sartiame a brandelli, Saumarez ordinò a ciò che restava dello squadrone di inviare le proprie scialuppe a trascinare la Pompee fuori dal pericolo. Nel tentativo, molte di queste furono affondate dal pesante fuoco nemico che dovettero attraversare.
La necessità di far convergere le proprie scialuppe verso la Pompee impedì a Saumarez di lanciare il pianificato attacco anfibio contro l'Isla Verde e, in balia dei capricci del vento, anche la Caesar e la Audacious stavano iniziando a bordeggiare pericolosamente vicino alle secche attorno all'isola, rischiando di condividere il fato della Hannibal direttamente di fronte alle batterie di cannoni dell'isola stessa. Osservando il fallimento del suo attacco pianificato allo squadrone francese, Saumarez issò il segnale di ritirata alle 13:35, ordinando alle navi di ritirarsi verso Gibilterra. La Pompee, trainata dalle scialuppe, era già sulla via della ritirata, mentre la Caesar e la Audacious furono in grado di tagliare quel che restava dei propri ormeggi e trascinarsi fuori dalla baia con il fortuito supporto di un'improvvisa brezza di terra che li portò velocemente fuori dal tiro del fuoco franco-spagnolo. Furono raggiunte dalla Venerable e dalla Spencer sulla via del ritorno, lasciandosi indietro la carcassa della Hannibal arenata nel porto di Algeciras.
Sulla Hannibal, più di sessanta uomini erano stati uccisi, e il Capitano Ferris ordinò ai sopravvissuti di rifugiarsi sottocoperta per sfuggire al fuoco più pesante, mentre i colpi combinati delle batterie spagnole e dei cannoni francesi iniziavano ad appiccare il fuoco alla carcassa della nave. Alle 14:00, attestata l'inutilità di ogni resistenza, ordinò di ammainare la propria bandiera in segno di resa, e  i soldati francesi e spagnoli si precipitarono a bordo. Il medico di bordo della nave successivamente riferì che, nella furia degli abbordanti di spegnere i fuochi appiccati, molti feriti furono calpestati a morte. Non è stato stabilito se quanto segue fu un'incomprensione a bordo della Hannibal o una deliberata tattica da parte francese, ma le insegne della Hannibal furono nuovamente inalberate capovolte, un segnale internazionale di chiamata d'emergenza. Il Capitano Dundas, che aveva osservato l'intera battaglia da Gibilterra, interpretando la bandiera come il segno che Ferris stava ancora resistendo a bordo della Hannibal e richiedendo aiuto per recuperare i resti della nave o evacuarla prima della resa. Diverse imbarcazioni furono fatte partire da Gibilterra con i carpentieri dei cantieri navali del promontorio inviati per riparare la nave, mentre la HMS Calpe fu fatta tornare nella baia per fornire assistenza. Prima che l'errore fosse compreso, numerose imbarcazioni caddero sotto al fuoco nemico, e i loro equipaggi catturati non appena misero piede a bordo della Hannibal.

## Conseguenze
Entrambi gli schieramenti soffrirono pesanti danni e vittime. Gli inglesi persero 121 uomini ed ebbero 240 feriti e 11 dispersi (presumibilmente annegati all'affondamento delle loro imbarcazioni). Oltre ad aver perso la Hannibal, sia la Pompee che la Caesar soffrirono danni significativi, ma la Venerable e la Spencer subirono solo danneggiamenti relativamente leggeri durante la battaglia. Le vittime furono pesanti in tutto lo squadrone: la Hannibal ebbe più di 140 caduti tra morti e feriti, e il resto dell'equipaggio fu preso prigioniero; la Pompee ebbe 80 caduti e nessuna delle altre navi meno di 30. I francesi soffrirono un numero maggiore di caduti, con 160 morti (inclusi i Capitani Moncousu e Lalonde) e 324 feriti, tra cui Devaux. I resoconti da parte francese sulle perdite variano in maniera significativa: gli storiografi James e Clowes citano conteggi per un totale di 306 morti e 280 feriti, mentre la parte spagnola riporta un numero di 500 feriti. Tuttavia, nella sua analisi delle perdite del lato francese nave per nave, lo storiografo Musteen riporta solo 161 morti e 324 feriti.
Le tre navi francesi sulla linea di combattimento furono danneggiate: Saumarez credette che le navi francesi fossero ormai "fuori servizio" a seguito della battaglia, ma fu presto smentito dai fatti. La Indomptable e la Desaix furono danneggiate in maniera particolare, ma la fregata Murion, rimasta nelle acque basse del porto di Algeciras rimase indenne. Gli spagnoli riportarono perdite per 11 uomini ed un numero imprecisato di feriti, tutte avvenute nei forti bombardati e nelle cannoniere, cinque delle quali erano rimaste distrutte in battaglia. Gli equipaggi inglesi scoprirono durante la battaglia che la loro artiglieria veniva influenzata dalla mancanza di vento, che faceva sì che i propri colpi superassero lo schieramento francese per finire direttamente nella cittadina di Algeciras, che rimase seriamente danneggiata. Le autorità spagnole accusarono tempo dopo Saumarez di mirare deliberatamente alla città nella frustrazione di non riuscire a sconfiggere lo squadrone nemico.
Il 7 luglio Saumarez inviò il Capitano Brenton ad Algeciras per parlamentare ed ottenere la libertà sulla parola del Capitano Ferris e del suo equipaggio. Dopo una breve contrattazione i termini furono accordati, e sia Ferris che i suoi ufficiali, i feriti, e gli ufficiali catturati dalla HMS Speedy furono riportati a Gibilterra. Ad agosto 1801 Ferris ed i suoi ufficiali erano in Inghilterra, dove fu riunita la corte marziale per giudicarli, procedura standard in caso di cattura di una nave da parte del nemico. Il retroammiraglio John Holloway presiedette la corte e giudicò esemplare la condotta in battaglia di Ferris e lo sollevò da ogni responsabilità per la perdita della nave. Restituendogli la spada di ufficiale, Holloway si definì "convinto che, se dovesse essere snudata nuovamente, lo sarebbe con la stessa prodezza nobilmente mostrata nel difendere la HMS Hannibal".
L'immediata reazione ad Algeciras e Gibilterra fu quella di riparare le navi da guerra danneggiate: entrambe le parti conclusero che la continuazione dell'azione fosse semplicemente rimandata più che conclusa. A Gibilterra, Saumarez decise di abbandonare temporaneamente la Pompee e la Caesar riassegnando i loro equipaggi in maniera tale che lo squadrone fosse pronto per la battaglia. Tale decisione fu contestata dal Capitano Brenton della Caesare, lavorando giorno e notte per tre giorni, l'equipaggio della Caesar mise nuovamente la propria nave in condizioni di veleggiare in tempo per le necessità di Saumarez. La fretta era necessaria perché Linois, mentre da una parte riparava il proprio squadrone ed approntava la catturata Hannibal con un'alberatura d'emergenza, aveva mandato messaggi a Cadice richiedendo al Viceammiraglio José de Mazarredo Salazar Muñatones y Gortázar urgenti rinforzi prima che Saumarez fosse nuovamente in grado di attaccare. Spronato dal contrammiraglio francese Pierre Dumanoir le Pelley, in quei giorni a Cadice per prendere possesso dei sei vascelli promessi, Mazarredo ordinò al Viceammiraglio Juan Joaquin de Moreno di salpare con una forza imponente che arrivò al largo della baia di Algeciras il 9 luglio. Lo squadrone franco-spagnolo fu seguito dall'inglese Superb, che raggiunse Saumarez a Gibilterra. Ad Algeciras, l'intenzione degli spagnoli era quella di recuperare Linois ed accompagnare il suo squadrone danneggiato a Cadice con cinque vascelli di scorta, inclusi due imponenti vascelli di prima classe da 112 cannoni. La Hannibal, troppo danneggiata per il viaggio, fu lasciata all'ancora nel porto di Algeciras, ed il resto dello squadrone franco-spagnolo salpò per Cadice il 12 luglio. Quella stessa notte, lo squadrone fu attaccato da Saumarez nella Seconda battaglia di Algeciras, che si concluse con la sostanziale sconfitta del contingente franco-spagnolo, la cui retroguardia fu sopraffatta dalle forze inglesi che riuscirono anche ad affondare le due navi da 112 cannoni e catturarne una terza. La forza di Linois riuscì comunque a raggiungere Cadice al mattino successivo.
La Hannibal fu successivamente rimossa da Algeciras dai Francesi e riarmata come Annibal.
In Francia, la vittoria fu motivo di festeggiamenti, con Le Moniteur Universel a dichiarare che "il combattimento ha coperto di gloria le armi francesi e mostrato ciò di cui sono capaci". Linois fu proclamato eroe nazionale e ricompensato da Napoleone con la Sabre d'honneur. La vittoria francese su una forza inglese significativamente superiore fu un evento inusuale in una guerra in cui la Royal Navy dominò i mari. Saumarez rappresentò pubblicamente la battaglia come una vittoria dichiarando di aver riportato un "completo successo nel mettere fuori uso le navi del Nemico", benché in privato riconoscesse la sconfitta. Lo storico Richard Gardiner commentò che "un esercito francese ben addestrato e condotto combatté duramente ed abilmente, e una combinazione di tempo atmosferico, fortuna e supporto dalla costa gli diede la vittoria su una forza superiore di cui catturò una parte. Allo stesso tempo, è significativo che questa rara battuta d'arresto avvenne proprio vicino alla costa, con tutte le difficoltà e l'aleatorietà che questo comporta".